# Erich Wolfgang Korngold műveinek listája
Ez a lista Erich Wolfgang Korngold (1897–1957) osztrák zeneszerző műveit tartalmazza.

## Művei
| Opus | Mű címe                                            | Eredeti cím                                            | Műfaj               | Hangsor  | Szöveg                                                                                          | Keletkezés                         | Bemutató                                                             | Megjegyzés |
| ---- | -------------------------------------------------- | ------------------------------------------------------ | ------------------- | -------- | ----------------------------------------------------------------------------------------------- | ---------------------------------- | -------------------------------------------------------------------- | --- |
|      | A hóember                                          | Der Schneemann                                         | színpadi kísérőzene |          |                                                                                                 | 1910                               | 1910. október 4. Hofoper, Bécs                                       | pantomim-balett |
| 7    | Polükratész gyűrűje                                | Der Ring des Polykrates                                | opera               |          | Leo Feld Heinrich Teweles drámája nyomán                                                        | 1914                               | 1916. március 28. Nemzeti Színház, München                           | |
| 8    | Violanta                                           | Violanta                                               | opera               |          | Hans Müller-Einigen                                                                             | 1914-1915                          | 1916. március 28. Nemzeti Színház, München                           | |
| 12   | A halott város                                     | Die tote Stadt                                         | opera               |          | Erich Wolfgang és Julius Korngold közösen Paul Schott álnéven, Georges Rodenbach regénye nyomán | 1920                               | 1920. december 4. Állami Operaház, Hamburg Kölni Opera, Köln         | |
| 20   | Heliane csodája                                    | Das Wunder der Heliane                                 | opera               |          | Hans Müller-Einigen Hans Kaltneker nyomán                                                       | 1924-1927                          | 1927. október 27. Állami Operaház, Hamburg                           | |
| 28   | Kathrin                                            | Die Kathrin                                            | opera               |          | Ernst Décsey                                                                                    | 1937                               | 1939. október 7. Svéd Királyi Opera, Stockholm                       | Az 1938 márciusára Bécsbe tervezett bemutatót az Anschlusst követően Korngold zsidó származása miatt a náci vezetés töröltette                                                 |
| 36   | A csendes szerenád                                 | Die stumme Serenade                                    | operett             |          | Victor Clement                                                                                  | 1946-1950                          | 1954. november 10. Dortmund Színház, Dortmund                        | |
| 3.2  | Meseképek                                          | Märchenbilder                                          | zenekari mű         |          |                                                                                                 | 1911                               |                                                                      | Zenekari átirat |
| 4    | Dráma-nyitány                                      | Schauspiel-Ouvertüre                                   | zenekari mű         |          |                                                                                                 | 1911                               | 1911. december 14. Lipcse                                            | |
| 5    | Szimfonietta                                       | Sinfonietta in B-Dur                                   | zenekari mű         | B-dúr    |                                                                                                 | 1911-1913                          | 1913. november 30. Bécs                                              | Felix Weingartnernek ajánlotta |
|      | Katonai induló                                     | Militär-Marsch in B-Dur                                | zenekari mű         | B-dúr    |                                                                                                 | 1917                               |                                                                      | |
| 11.1 | Sok hűhó semmiért                                  | Viel Lärmen um Nichts                                  | zenekari mű         |          |                                                                                                 | 1918-1919                          | 1920. május 6. Bécs                                                  | Zenekari szvit |
| 13   | Sursum Corda                                       | Sursum Corda                                           | zenekari mű         |          |                                                                                                 | 1919                               | 1920. január 24. Bécs                                                | |
| 17   | Balkezes zongoraverseny                            | Klavierkonzert für linke Hand allein Cis-dur           | zenekari mű         | Cisz-dúr |                                                                                                 | 1923                               | 1924. szeptember 22. Bécs                                            | Paul Wittgensteinnek ajánlotta |
|      | A vámpír                                           | Der Vampyr                                             | zenekari mű         |          |                                                                                                 | 1923                               | 1923. február 3. Bécs                                                | |
| 21.2 | Strauss-történetek                                 | Geschichten von Strauss                                | zenekari mű         |          |                                                                                                 | 1926-1931                          |                                                                      | Zenekari átirat |
| 24   | Babaszerenád                                       | Baby-Serenade                                          | zenekari mű         |          |                                                                                                 | 1928-1929                          | 1932. december 5. Bécs                                               | |
| 35   | Hegedűverseny                                      | Violinkonzert in D-Dur                                 | zenekari mű         | D-dúr    |                                                                                                 | 1937-1939, felülvizsgálva 1945-ben | 1947. február 17. St. Louis                                          | |
| 37   | Csellóverseny                                      | Cellokonzert in C-dur                                  | zenekari mű         | C-dúr    |                                                                                                 | 1946                               | 1946. december Los Angeles                                           | A Megtévesztés című film egyik témája alapján |
| 39   | Szimfonikus szerenád                               | Symphonische Serenade für Streichorchester in B-Dur    | zenekari mű         | B-dúr    |                                                                                                 | 1947-1948                          | 1950. január Bécs                                                    | |
| 40   | 1. szimfónia                                       | Sinfonie in Fis-dur                                    | zenekari mű         | Fisz-dúr |                                                                                                 | 1947-1952                          | 1954. október 17. Bécs                                               | Franklin D. Roosevelt emlékére |
| 42   | Téma és variációk                                  | Thema und Variationen                                  | zenekari mű         |          |                                                                                                 | 1953                               | 1953. november 22. Inglewood                                         | |
|      | Straussiana                                        | Straussiana                                            | zenekari mű         |          |                                                                                                 | 1953                               |                                                                      | |
| 1    | Zongoratrió                                        | Klaviertrio in D-Dur                                   | kamarazene          | D-dúr    |                                                                                                 | 1909-1910                          |                                                                      | |
| 6    | Hegedűszonáta                                      | Violinsonate G-Dur                                     | kamarazene          | G-dúr    |                                                                                                 | 1912–1913                          |                                                                      | |
| 10   | Vonósszextett                                      | Streichsextett in D-Dur                                | kamarazene          | D-dúr    |                                                                                                 | 1914–1916                          | 1917. május 2. Bécs Rosé Quartett, Franz Jellinek és Franz Klein     | |
| 15   | Zongorakvintett                                    | Klavierquintett in E-Dur                               | kamarazene          | E-dúr    |                                                                                                 | 1920-1923                          | 1923. február 3. Hamburg Bandler Quartett és Erich Wolfgang Korngold | |
| 11.2 | Sok hűhó semmiért                                  | Viel Lärmen um Nichts                                  | kamarazene          |          |                                                                                                 | 1918-1921                          |                                                                      | Átirat hegedűre és zongorára |
| 16   | 1. vonósnégyes                                     | Streichquartett Nr. 1 in A-Dur                         | kamarazene          | A-dúr    |                                                                                                 | 1920-1923                          | 1924. január 8. Bécs Rosé Quartett                                   | |
| 23   | Szvit két hegedűre, csellóra és balkezes zongorára | Suite für 2 Violinen, Cello und Klavier für linke Hand | kamarazene          |          |                                                                                                 | 1930                               | 1930. október 21. Bécs Rosé Quartett és Paul Wittgenstein            | |
| 26   | 2. vonósnégyes                                     | Streichquartett Nr. 2 in Es-Dur                        | kamarazene          | Esz-dúr  |                                                                                                 | 1933                               | 1934. március 24. Bécs Rosé Quartett                                 | |
| 34   | 3. vonósnégyes                                     | Streichquartett Nr. 3 in D-Dur                         | kamarazene          | D-dúr    |                                                                                                 | 1944-1945                          |                                                                      | Bruno Walternek ajánlotta |
|      | Románc-Impromptu csellóra és zongorára             | Romance-Impromptu für cello und klaver                 | kamarazene          |          |                                                                                                 | 1946                               |                                                                      | |
|      | Keringő a nagymamával                              | Beim Grossmutterschen Waltz                            | zongoramű           |          |                                                                                                 | 1908                               |                                                                      | |
|      | 1. zongoraszonáta                                  | Klaviersonate Nr. 1 in d-Moll                          | zongoramű           | d-moll   |                                                                                                 | 1908-1909                          |                                                                      | |
|      | Don Quijote                                        | Don Quixote                                            | zongoramű           |          |                                                                                                 | 1909                               |                                                                      | hat darab zongorára |
|      | Amit az erdő mesél                                 | Was der Wald erzählt                                   | zongoramű           |          |                                                                                                 | 1909                               |                                                                      | |
| 3.1  | Meseképek                                          | Märchenbilder                                          | zongoramű           |          |                                                                                                 | 1910                               |                                                                      | |
| 2    | 2. zongoraszonáta                                  | Klaviersonate Nr. 2 in E-Dur                           | zongoramű           | E-dúr    |                                                                                                 | 1910                               |                                                                      | |
|      | Négy kis vidám keringő                             | Vier Kleine Fröhliche Walzer                           | zongoramű           |          |                                                                                                 | 1912                               |                                                                      | |
| 19   | Négy kis karikatúra gyerekeknek                    | Vier kleine Karikaturen für Kinder                     | zongoramű           |          |                                                                                                 | 1926                               |                                                                      | |
| 21.1 | Strauss-történetek                                 | Geschichten von Strauss                                | zongoramű           |          |                                                                                                 | 1927                               |                                                                      | |
| 25   | 3. zongoraszonáta                                  | Klaviersonate Nr. 3 in C-Dur                           | zongoramű           | C-dúr    |                                                                                                 | 1931                               |                                                                      | |
|      | Keringő Luzinak                                    | Waltz for Luzi                                         | zongoramű           |          |                                                                                                 | 1948                               |                                                                      | |
|      | A vihar                                            | Der Sturm                                              | vokális mű          |          | Heinrich Heine                                                                                  | 1913                               |                                                                      | kórusra és zenekarra |
|      | Zita császárné                                     | Kaiserin Zita                                          | vokális mű          |          |                                                                                                 | 1917                               |                                                                      | szopránra, kórusra és zongorára |
| 30   | Húsvéti zsoltár                                    | Passover Psalm                                         | vokális mű          |          |                                                                                                 | 1941                               |                                                                      | szólóénekesekre, kórusra és zenekarra |
| 32   | Ima                                                | Prayer                                                 | vokális mű          |          |                                                                                                 | 1941                               |                                                                      | tenorra, női karra és orgonára |
| 33   | Holnap                                             | Tomorrow                                               | vokális mű          |          |                                                                                                 | 1944                               |                                                                      | mezzoszopránra, női karra és zenekarra, Az állhatatos tündér című filmhez készült                                                                                              |
|      | Vecsernye                                          | Vespers                                                | dal                 |          | Joseph von Eichendorff                                                                          | 1911                               |                                                                      | |
|      | Eichendorff dalok                                  | Eichendorff Lieder                                     | dal                 |          | Joseph von Eichendorff                                                                          | 1911                               |                                                                      | 1. A szerenád 2. A téli éjszaka 3. A lány 4. Esti táj 5. Hóvirág 6. Kilátás 7. Verebek 8. Éjszakai vándorok 9. A béke hírnöke 10. A hegyekből 11. Erdei magány 12. Énekelj     |
| 9    | Hat egyszerű dal                                   | Sechs Einfache Lieder                                  | dal                 |          | Joseph von Eichendorff Elisabeth Honold Siegfried Trebitsch Heinrich Kipper                     | 1911                               | 1912. február 15. Frankfurt am Main                                  | 1. Hóvirág 2. Éjszakai vándorok 3. Szerenád 4. Szerelmes levelek 5.A hős sírja az igazságon 6. Nyár Luise von Fraenkel-Ehrensteinnek ajánlotta                                 |
|      | Éjaszakák                                          | Nachts                                                 | dal                 |          |                                                                                                 | 1913                               |                                                                      | |
|      | Libamáj                                            | Gänseleber                                             | dal                 |          |                                                                                                 | 1919                               |                                                                      | |
| 14   | Négy búcsúdal                                      | Vier Lieder des Abschieds                              | dal                 |          | Christina Rossetti Alfred Kerr Edith Ronsperger Ernst Lothar                                    | 1920-1921                          | 1921. november 5. Hamburg                                            | 1. Haláldal 2. Ez a vágyam nem múlik sosem 3. Hold, mely újból felkel 4. Mondj búcsút                                                                                          |
| 18   | Három ének                                         | Drei Gesänge                                           | dal                 |          | Hans Kalteneker                                                                                 | 1924                               | 1926. március 11. Bécs                                               | 1. A legszebb éjszaka 2. Vedd el a fájdalmat 3. Kísértés |
| 22   | Három dal                                          | Drei Lieder                                            | dal                 |          | Eleonore van der Straten Karl Kobald                                                            | 1927-1928                          | 1928. december 9. Bécs                                               | 1. Mi vagy te? 2. Csendben veled 3. A világ csendben elaludt |
| 27   | Halhatatlanság                                     | Unvergänglichkeit                                      | dal                 |          | Eleonore van der Straten                                                                        | 1933                               | 1937. október 27.                                                    | |
| 29   | A bohóc dalai                                      | Narrenlieder                                           | dal                 |          | William Shakespeare                                                                             | 1937                               | 1941. június 28. Los Angeles                                         | 1. Gyere el, halál 2. Ó úrnőm 3. Adieu, a jó ember ördög 4. Hé, Robin! 5. Az esőért, az eső minden nap esik                                                                    |
| 31   | Négy Shakespeare-dal                               | Vier Shakespeare-Lieder                                | dal                 |          | William Shakespeare                                                                             | 1937-1941                          | 1941. június 28. Los Angeles                                         | 1.Desdemona dala 2. A zöldellő fa alatt 3. Fújj, fújj, téli szél 4. Amikor a madarak énekelnek                                                                                 |
| 38   | Öt dal                                             | Fünf Lieder                                            | dal                 |          | Richard Dehmel Joseph von Eichendorff Howard Koch William Shakespeare                           | 1948                               | 1950. február 19. Bécs                                               | 1. Gratuláció 2. A betegek 3. Óspanyol 4. Óangol 5. Nincs napfény a szemében                                                                                                   |
| 41   | Szonett Bécsért                                    | Sonett für Wien                                        | dal                 |          | Hans Kaltneker                                                                                  | 1953                               |                                                                      | |
|      | Kiadatlan dalok                                    | Unveröffentlichte Lieder                               | dal                 |          | Joseph von Eichendorff                                                                          |                                    |                                                                      | 1. Esti táj 2. Emlék 3. Kilátás 4. A lány 5. A béke hírnöke 6. A géniusz 7. Verebek 8. Úti dal 9. Énekelj 10. Vecsernye 11. A hegyekből 12. Az erdei magány 13. A téli éjszaka |

## Filmzenék
| Mű címe                   | Eredeti cím                              | Rendező                         | Év   | Megjegyzés                                 |
| ------------------------- | ---------------------------------------- | ------------------------------- | ---- | ------------------------------------------ |
| Bécsi keringők            | Waltzes from Vienna                      | Alfred Hitchcock                | 1934 |                                            |
| Szentivánéji álom         | A Midsummer Night's Dream                | Max Reinhardt William Dieterle  | 1935 | Felix Mendelssohn Bartholdy zenéje alapján |
| Blood kapitány            | Captain Blood                            | Kertész Mihály                  | 1935 | Oscar-díj jelölés                          |
| Elválasztott szívek       | Hearts Divided                           | Frank Borzage                   | 1936 |                                            |
| A zöld legelők            | The Green Pastures                       | Marc Connelly William Keighley  | 1936 |                                            |
| Anthony Adverse           | Anthony Adverse                          | Mervyn LeRoy                    | 1936 | Oscar-díj                                  |
| A herceg és a koldus      | The Prince and the Pauper                | William Keighley                | 1937 |                                            |
| Cézár felesége            | Another Dawn                             | William Dieterle                | 1937 |                                            |
| Robin Hood kalandjai      | The Adventures of Robin Hood             | Kertész Mihály William Keighley | 1938 | Oscar-díj                                  |
| Juarez                    | Juarez                                   | William Dieterle                | 1939 |                                            |
| Szerelem és vérpad        | The Private Lives of Elizabeth and Essex | Kertész Mihály                  | 1939 | Oscar-díj jelölés                          |
| Hét tenger ördöge         | The Sea Hawk                             | Kertész Mihály                  | 1940 | Oscar-díj jelölés                          |
| Tengeri farkas            | The Sea Wolf                             | Kertész Mihály                  | 1941 |                                            |
| Királyok sora             | Kings Row                                | Sam Wood                        | 1942 |                                            |
| Az állhatatos tündér      | The Constant Nymph                       | Edmund Goulding                 | 1943 |                                            |
| A névtelen hajó           | Between Two Worlds                       | Edward A. Blatt                 | 1944 |                                            |
| San Antonio               | San Antonio                              | David Butler                    | 1945 |                                            |
| Odaadás                   | Devotion                                 | Curtis Bernhardt                | 1946 |                                            |
| Örök szolgaság            | Of Human Bondage                         | Edmund Goulding                 | 1946 |                                            |
| Megtévesztés              | Deception                                | Irving Rapper                   | 1946 |                                            |
| A család bolondja         | Escape Me Never                          | Peter Godfrey LeRoy Prinz       | 1947 |                                            |
| Mágikus tűz               | Magic Fire                               | William Dieterle                | 1956 | Richard Wagner zenéi alapján               |
| Hazatérés sötétedés előtt | Home Before Dark                         | Mervyn LeRoy                    | 1958 | Felhasználták Korngold zenéit              |
| Periszkóp fel!            | Up Periscope                             | Gordon Douglas                  | 1959 | Felhasználták Korngold zenéit              |

## Operett átiratok
| Mű címe             | Eredeti cím           | Zeneszerző          | Szöveg                                                          | Keletkezés | Megjegyzés                       |
| ------------------- | --------------------- | ------------------- | --------------------------------------------------------------- | ---------- | -------------------------------- |
| Egy éj Velencében   | Eine Nacht in Venedig | Ifj. Johann Strauss | Camillo Walzel és Richard Genée François Auguste Gevaert nyomán | 1923       |                                  |
| Cagliostro Bécsben  | Cagliostro in Wien    | Ifj. Johann Strauss | Camillo Walzel és Richard Genée                                 | 1927       |                                  |
| Rózsák Floridából   | Rosen aus Florida     | Leo Fall            |                                                                 | 1929       |                                  |
| A denevér           | Die Fledermaus        | Ifj. Johann Strauss | Karl Haffner és Richard Genée                                   | 1929       |                                  |
| Bécsi keringők      | Walzer aus Wien       | Strauss-család      |                                                                 | 1930       |                                  |
| Szép Heléna         | La belle Hélène       | Jacques Offenbach   | Henri Meilhac és Ludovic Halévy                                 | 1931       |                                  |
| A szerelem dala     | Das Lied der Liebe    | Ifj. Johann Strauss |                                                                 | 1931       |                                  |
| Az elvált nő        | Die geschiedene Frau  | Leopold Fall        | Victor Léon                                                     | 1933       |                                  |
| Rosalinda           | Rosalinda             | Ifj. Johann Strauss |                                                                 | 1942       | A denevér későbbi átirata        |
| Heléna Trójába megy | Helen Goes to Troy    | Jacques Offenbach   |                                                                 | 1944       | A Szép Heléna későbbi átirata    |
| A nagy keringő      | The Great Waltz       | Strauss-család      |                                                                 | 1949       | A Bécsi keringők későbbi átirata |

## Fordítás
- Ez a szócikk részben vagy egészben a List of compositions by Erich Wolfgang Korngold című angol Wikipédia-szócikk ezen változatának fordításán alapul.  Az eredeti cikk szerkesztőit annak laptörténete sorolja fel. Ez a jelzés csupán a megfogalmazás eredetét és a szerzői jogokat jelzi, nem szolgál a cikkben szereplő információk forrásmegjelöléseként.